# 伊涅
伊涅（法語：Igney，法語發音：[iɲɛ] ⓘ）是法国大东部大区孚日省的一个市镇，位于该省中北部，摩泽尔河左岸，属于埃皮纳勒区和埃皮纳勒城市圈公共社区。

## 地理
伊涅（48°16'29"N, 6°23'44"E）面积7.66 平方千米，位于法国大東部大區孚日省，该省份为法国东北部内陆省份，北起默兹省和默尔特-摩泽尔省，西接上马恩省，南至上索恩省和贝尔福地区省，东临上莱茵省和下莱茵省。
与伊涅接壤的市镇（或旧市镇、城区）包括：弗里宗、诺姆西、塔翁莱孚日、瓦克松库尔。
伊涅的时区为UTC+01:00、UTC+02:00（夏令时）。

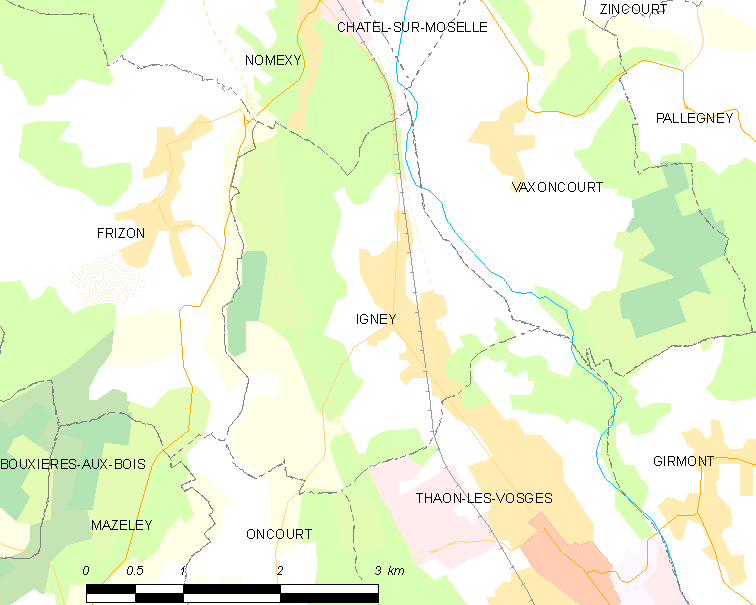
伊涅的OSM定位图

## 行政
伊涅的邮政编码为88150，INSEE市镇编码为88247。

## 政治
伊涅所属的省级选区为戈尔贝县。

## 交通
法国国道N57线经过伊涅境内。伊涅站停靠往返于南锡和埃皮纳勒之间的区域列车。

## 人口

1962-2008年间伊涅人口变化图示

伊涅于2022年1月1日时的人口数量为1143人。